# L'odore dei soldi
L'odore dei soldi è un libro scritto da Elio Veltri e Marco Travaglio, pubblicato da Editori Riuniti nel 2001.

## Contenuti
Il libro comincia con la domanda «Cavaliere, dove ha preso i soldi?», per affrontare la questione sulle origini delle fortune di Silvio Berlusconi, al tempo capo dell'opposizione in Parlamento, e prossimo alla campagna elettorale per le elezioni politiche del 2001, dove si sarebbe riproposto come primo ministro.
Gli autori del testo danno ampio spazio a diversi documenti, proposti integralmente, come le indagini effettuate da un ispettore della Banca d'Italia, Francesco Giuffrida, e da Giuseppe Ciuro della DIA, dietro incarico del pool antimafia di Palermo, per ricostruire i movimenti finanziari delle holding di Berlusconi. Viene citata l'ultima intervista realizzata al magistrato antimafia Paolo Borsellino (due mesi prima del suo assassinio e due giorni prima dell'assassinio di Giovanni Falcone) in cui vengono citati Berlusconi e Dell'Utri come oggetti d'indagine, e la documentazione di origine giudiziaria (interrogatori e intercettazioni telefoniche).
Oltre a porsi domande sull'origine dell'impero finanziario dell'imprenditore milanese e a soffermarsi sui presunti rapporti di Berlusconi con la mafia, viene anche coperto il tema del conflitto d'interesse, relativamente ad alcuni risvolti che si sarebbero verificati durante il primo governo Berlusconi.
Il libro divenne famoso un mese dopo la sua uscita nelle librerie, quando, il 14 marzo 2001, Daniele Luttazzi invitò Marco Travaglio a Satyricon, un programma della RAI che andava in onda in seconda serata. Vi furono forti reazioni da parte degli esponenti politici a sostegno di Berlusconi, che ritenevano che il pubblico avesse assistito ad un'operazione di disinformazione, sentendo le risposte alle domande poste a Travaglio in merito al contenuto del libro. Berlusconi denunciò i due protagonisti della vicenda per diffamazione, in un processo che nell'ottobre 2005 si concluse con un'assoluzione per autori ed editori del libro e l'obbligo di pagamento di 100.000 euro di spese legali da parte del querelante. Infine il 6 febbraio 2006 la domanda di risarcimento per diffamazione a mezzo stampa (10.000.000 €) fatta da Berlusconi nei confronti degli autori del libro e alla casa editrice viene respinta dal Tribunale Civile di Roma, Sezione Prima, con l'obbligo di pagamento di 15.000 € di spese processuali a carico del querelante.
Il 17 novembre 2009 Marco Travaglio ha annunciato dal suo blog, voglioscendere.it, il ritorno in libreria de "L'odore dei soldi", "con tutti gli aggiornamenti rispetto agli ultimi processi e alle ultime sentenze".
Ma la nuova edizione è stata contestata duramente dal coautore Elio Veltri che non ne aveva mai autorizzato l'uscita e ne ha criticato gli aggiornamenti. Veltri ha chiesto ed ottenuto dalla sezione IX del Tribunale Civile di Roma il sequestro del libro.

## Edizioni
- Elio Veltri, Marco Travaglio, L'odore dei soldi, collana Primo piano, Editori Riuniti, 2001,  p. 347, ISBN 88-359-5007-4.

- Elio Veltri, Marco Travaglio, L'odore dei soldi, nuova edizione aggiornata, Editori Riuniti, 2009,  p. 571, ISBN 978-88-359-8008-7.